# Lew Rejchman
Lew Iosifowicz Rejchman (ros. Лев Иосифович Рейхман, ur. 1901 w Czernihowie, zm. 26 stycznia 1940) – funkcjonariusz radzieckich służb specjalnych, major bezpieczeństwa państwowego.

## Życiorys
W 1913 skończył 1 klasę żydowskiej szkoły rzemieślniczej w Czernihowie, pracował jako ślusarz w Czernihowie i Kijowie, 1918-1924 członek Komsomołu. Od listopada 1919 do czerwca 1920 pracownik biura politycznego powiatowej Czeki w Buzułuku, od kwietnia 1920 w RKP(b)/WKP(b), od sierpnia 1920 do września 1921 komendant oddziału Czeki w Noworosyjsku i Anapie, od września 1921 do lipca 1922 pełnomocnik czernihowskiej gubernialnej Czeki, od lipca do grudnia 1922 szef wydziału ekonomicznego powiatowej Czeki w Nieżynie. Od grudnia 1922 do maja 1923 politruk wojsk Czeki w Teofipolu, od maja 1923 do czerwca 1925 starszy pełnomocnik Wydziału Ekonomicznego okręgowego oddziału GPU w Nowogrodzie Siewierskim, następnie w Połtawie, od września 1926 do 1 lutego 1927 zastępca szefa okręgowego oddziału GPU w Czerkasach. Od 1 lutego 1927 do marca 1929 pomocnik szefa okręgowego oddziału GPU w Czerkasach, od marca 1929 do października 1930 szef Oddziału 4 Zarządu Ekonomicznego GPU Ukraińskiej SRR, później szef wydziałów ekonomicznych sektorów operacyjnych GPU w Kijowie i Winnicy, 1932-1933 szef oddziału Zarządu Ekonomicznego GPU Ukraińskiej SRR. Od marca 1933 szef Wydziału Ekonomicznego Obwodowego Oddziału GPU w Odessie, a od marca 1934 w Doniecku, od 13 lipca do 13 września 1934 szef Wydziału Ekonomicznego Zarządu Bezpieczeństwa Państwowego (UGB) NKWD obwodu donieckiego, od 21 listopada 1934 do lutego 1936 szef Wydziału Specjalnego UGB Zarządu NKWD obwodu kijowskiego, od 8 stycznia 1936 kapitan bezpieczeństwa państwowego. Od marca 1936 do 3 stycznia 1937 szef Miejskiego Oddziału NKWD w Zaporożu, od 3 stycznia do 13 lutego 1937 zastępca szefa Wydziału 3 UGB NKWD Ukraińskiej SRR, od 13 lutego do 16 sierpnia 1937 zastępca szefa Zarządu NKWD obwodu kijowskiego, od 16 sierpnia 1937 do 3 marca 1938 zastępca szefa Zarządu NKWD obwodu charkowskiego, 17 listopada 1937 awansowany na majora bezpieczeństwa państwowego. Od 7 do 28 marca 1938 p.o. szefa Wydziału 3 UGB NKWD Ukraińskiej SRR, od 28 marca do 29 września 1938 szef Wydziału 7 Zarządu 1 NKWD ZSRR, od 29 września do 24 października 1938 szef Wydziału Przemysłu Obronnego Głównego Zarządu Ekonomicznego NKWD ZSRR. Odznaczony Orderem Czerwonej Gwiazdy (19 grudnia 1937) i Odznaką "Honorowy Funkcjonariusz Czeki/GPU (XV)" (20 grudnia 1932). 24 października 1938 aresztowany, 25 stycznia 1940 skazany na śmierć przez Wojskowe Kolegium Sądu Najwyższego ZSRR, następnie rozstrzelany.